# Rhodopina sakishimana
Rhodopina sakishimana är en skalbaggsart som beskrevs av Yokoyama 1966. Rhodopina sakishimana ingår i släktet Rhodopina och familjen långhorningar. Inga underarter finns listade i Catalogue of Life.